# María Gabriela de Faría

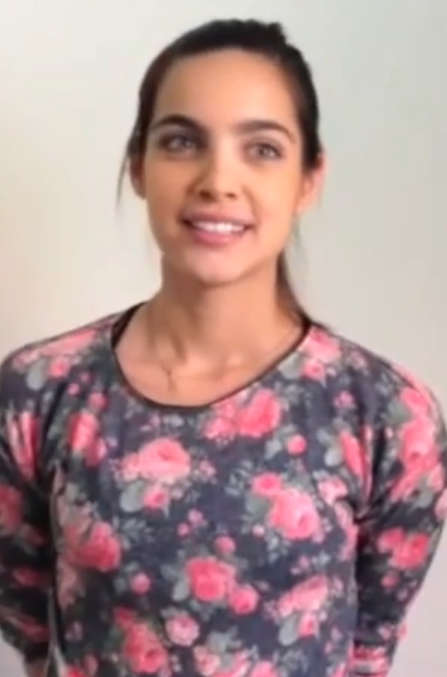
María Gabriela de Faría (2015)

María Gabriela de Faría Chacón (ur. 11 września 1992 w Caracas) – wenezuelska aktorka, która grała w filmie Superman, serialu Szkoła zabójców oraz licznych telenowelach.

## Filmografia

### Filmy
| Rok  | Tytuł                                | Rola                        | Reżyser                              | Uwagi           |
| ---- | ------------------------------------ | --------------------------- | ------------------------------------ | --------------- |
| 2012 | El paseo 2                           | Natalia Calvo               | Harold Trompetero                    |                 |
| 2016 | Śmiertelne zlecenie (Crossing Point) | Olivia                      | Daneil Zirilli                       |                 |
| 2018 | Plan V                               | Fernanda                    | Fez Noriega                          |                 |
| 2021 | The Exorcism of God                  | Esperanza                   | Alejandro Hidalgo                    |                 |
| 2021 | R#J                                  | Nancy                       | Carey Williams                       |                 |
| 2023 | The Duel                             | Aphrodite                   | Justin Matthews Luke Spencer Roberts |                 |
| 2025 | Superman                             | Angela Spica / The Engineer | James Gunn                           |                 |
| 2026 | Pacífico                             | Erika                       | Gonzalo Gutiérrez                    | w postprodukcji |

### Seriale
| Rok       | Tytuł                          | Rola                                  | Uwagi                    |
| --------- | ------------------------------ | ------------------------------------- | ------------------------ |
| 2002      | Trapos íntimos                 | María Fernanda "Marifer" Lobo Andueza | 3 odcinki                |
| 2003      | La señora de Cárdenas          | María Elena Cárdenas Rodríguez        | film TV                  |
| 2005      | Ser bonita no basta            | Andreína Márquez                      | 1 odc.                   |
| 2006      | Túkiti, crecí de una           | Wendy                                 | gł. rola                 |
| 2007–2008 | Toda una dama                  | Helena Trujillo Laya                  |                          |
| 2008–2010 | Isa TKM                        | Isabella "Isa" Pasquali               | gł. rola, 225 odc.       |
| 2011–2013 | Grachi                         | Mía Novoa                             | w gł. obsadzie, 140 odc. |
| 2014      | La virgen de la calle          | Juana Pérez                           | gł. rola                 |
| 2015–2016 | Jestem Franky (Yo soy Franky)  | Franky Andrade                        | gł. rola, 160 odc.       |
| 2017      | Vikki RPM                      | Francesca Ortiz                       | 59 odc.                  |
| 2018      | Sitiados                       | Zaita                                 | w gł. obsadzie, 16 odc.  |
| 2018–2019 | Szkoła zabójców (Deadly Class) | María Esperanza Salazar               | w gł. obsadzie, 10 odc.  |
| 2019–2021 | The Moodys                     | Cora                                  | 4 odc.                   |
| 2023      | Animal Control                 | Camila                                | 3 odc.                   |